# تومي هورتون
تومي هورتون (بالإنجليزية: Tommy Horton)‏ هو لاعب غولف بريطاني، ولد في 16 يونيو 1941 في سانت هلنز في المملكة المتحدة، وتوفي في 7 ديسمبر 2017.

## معرض صور

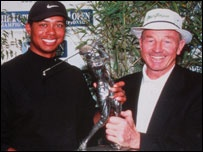
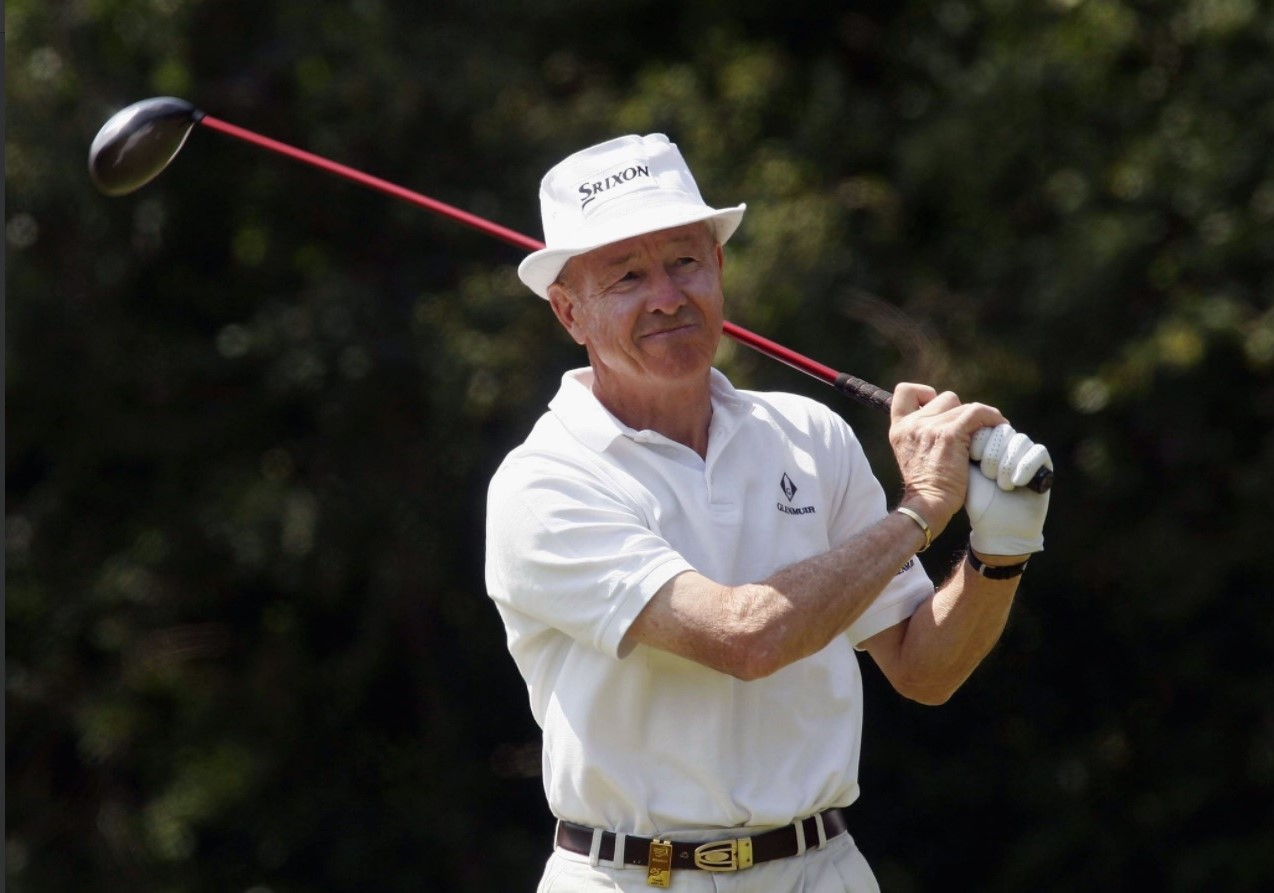
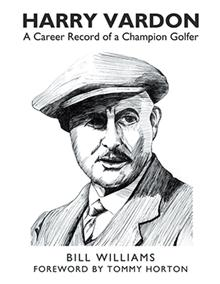
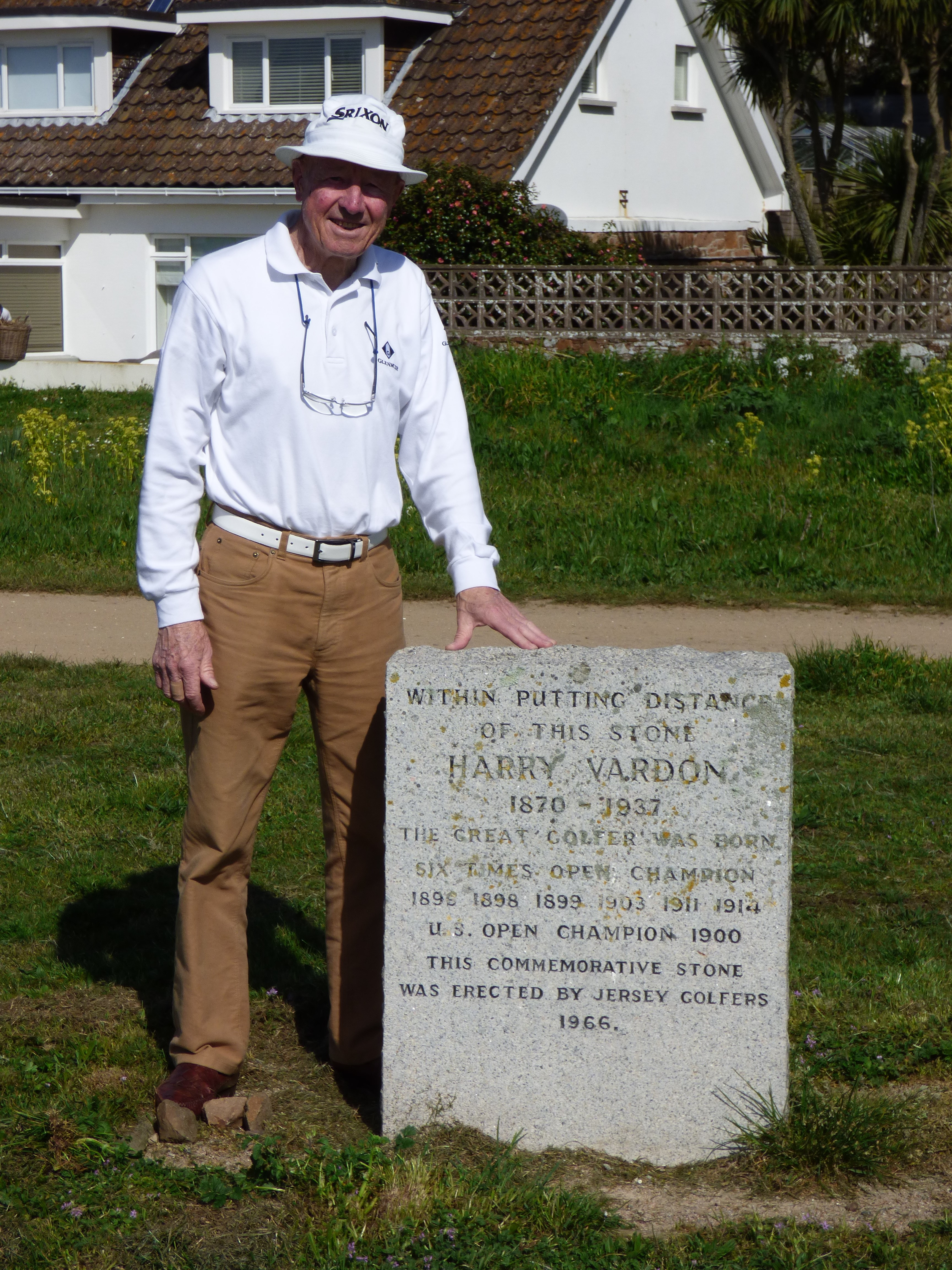
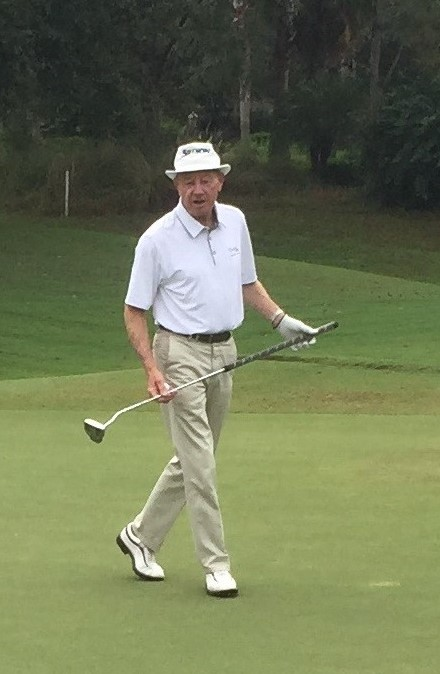

## وصلات خارجية
- الموقع الرسمي
- تومي هورتون على موقع رابطة أوروبا للاعبي الغولف المحترفين (الإنجليزية)